# Descendenții 2
Descendenții 2 este un film fantastic și de acțiune care a avut premiera la 21 iulie 2017 în SUA, iar în România pe 16 septembrie 2017. Este continuarea primei părți - Descendenții (2015).
A apărut al treilea film, Descendenții 3, care a avut premiera la 2 august 2019, după moartea actorului Cameron Boyce, care a jucat rolul lui Carlos, fiul Cruellei de Vil.